# Tyringe pastorat
Tyringe pastorat är ett pastorat i Göinge kontrakt i Lunds stift i Hässleholms kommun i Skåne län. 
Pastoratet bildades som ett flerförsamlingspastorat 2010 och bestod då följande församlingar:
- Röke församling
- Tyringe församling
- Västra Torups församling

Församlingarna slogs samman 1 januari 2022 och pastoratet blev då ett enförsamlingspastorat.
Pastoratskod är 071503